# 岡村隆則
岡村 隆則（おかむら たかのり、1954年10月2日 - ）は、山口県出身の元プロ野球選手（外野手）、野球指導者。

## 来歴・人物
柳井高では3年時の1972年に、左翼手として夏の甲子園に出場。杉本義勝投手の好投もあり決勝まで勝ち進む。しかし津久見高のエース水江正臣に抑えられ、優勝を逸した。
高校卒業後は中央大学へ進学。東都大学野球リーグでは、1年上のエース田村政雄を擁し優勝2回。1973年]の全日本大学野球選手権大会決勝で愛知学院大を降し優勝。1974年の明治神宮野球大会でも、決勝で江川卓らのいた法大を破り優勝している。1976年には日米大学野球選手権代表となる。リーグ通算97試合に出場し、365打数96安打、打率.263、2本塁打、16打点という記録を残している。同リーグのベストナイン（外野手）にも2回選出された。大学同期には林博之がいた。
大学卒業後は社会人野球の河合楽器に入社。1979年には日本楽器の補強選手として都市対抗に出場し、チームの準決勝進出に貢献。1980年には日本で開催された第26回アマチュア野球世界選手権の日本代表に選出され、銅メダル獲得に貢献している。同年の都市対抗にも河合楽器の一番打者として連続出場を果たす。チームメートに同じ中大出身の小川淳司、熊野輝光がいた。この時代に、ピアノ調律師の資格を取得している。
プロ野球ドラフト会議で西武ライオンズから2位指名を受け入団。
即戦力として期待され、1982年には右翼手、中堅手として57試合に先発出場。同年の日本シリーズでは全試合に出場、15打数6安打1打点を記録する。しかし層の厚い西武外野陣ではなかなかレギュラーには定着できなかった。1985年には西岡良洋と中堅手の定位置を争い、67試合に先発出場。5月22日にはサイクル安打を達成した。同年の日本シリーズでも全試合に出場し、19打数4安打2打点ながら、第3戦では決勝の三塁打、シリーズ初本塁打を放つなど印象的な活躍をした。その後出場機会が漸減、1988年限りで現役引退。
打撃面の弱さもあって下位打線に回らざるを得ず、必ずしも真価を発揮できたとは言えない。外野守備のスペシャリストとして試合終盤に登場することが多かったが、西武黄金時代づくりに貢献した。
引退後はスカウトを経て、2008年から2009年まで一軍外野守備走塁、一塁ベースコーチを務め2010年から再びフロント入り。2012年時点では、ライオンズアカデミーの校長を務めていた。
2022年12月7日、ベースボール・チャレンジ・リーグ（ルートインBCリーグ）の群馬ダイヤモンドペガサスで野手コーチに就任することが発表された
。

## 詳細情報

### 年度別打撃成績
| 年 度     | 球 団     | 試 合 | 打 席 | 打 数 | 得 点 | 安 打 | 二 塁 打 | 三 塁 打 | 本 塁 打 | 塁 打 | 打 点 | 盗 塁 | 盗 塁 死 | 犠 打 | 犠 飛 | 四 球 | 敬 遠 | 死 球 | 三 振 | 併 殺 打 | 打 率 | 出 塁 率 | 長 打 率 | O P S |
| --------- | --------- | ----- | ----- | ----- | ----- | ----- | -------- | -------- | -------- | ----- | ----- | ----- | -------- | ----- | ----- | ----- | ----- | ----- | ----- | -------- | ----- | -------- | -------- | ----- |
| 1981      | 西武      | 55    | 97    | 86    | 13    | 15    | 2        | 1        | 2        | 25    | 6     | 4     | 3        | 3     | 0     | 7     | 0     | 1     | 12    | 0        | .174  | .245     | .291     | .535  |
| 1982      | 西武      | 99    | 199   | 172   | 18    | 37    | 7        | 0        | 2        | 50    | 17    | 5     | 8        | 10    | 0     | 16    | 1     | 1     | 27    | 0        | .215  | .286     | .291     | .577  |
| 1983      | 西武      | 55    | 66    | 58    | 14    | 13    | 1        | 2        | 1        | 21    | 9     | 4     | 2        | 4     | 0     | 3     | 0     | 1     | 7     | 1        | .224  | .274     | .362     | .636  |
| 1984      | 西武      | 45    | 88    | 69    | 5     | 13    | 3        | 0        | 0        | 16    | 5     | 2     | 2        | 7     | 0     | 10    | 0     | 2     | 9     | 0        | .188  | .309     | .232     | .541  |
| 1985      | 西武      | 119   | 260   | 224   | 31    | 54    | 7        | 4        | 4        | 81    | 38    | 9     | 5        | 14    | 3     | 19    | 0     | 0     | 25    | 0        | .241  | .297     | .362     | .658  |
| 1986      | 西武      | 82    | 53    | 49    | 12    | 16    | 0        | 2        | 1        | 23    | 5     | 4     | 3        | 0     | 0     | 4     | 0     | 0     | 4     | 0        | .327  | .377     | .469     | .847  |
| 1987      | 西武      | 37    | 13    | 11    | 2     | 1     | 0        | 0        | 0        | 1     | 0     | 0     | 0        | 0     | 0     | 2     | 0     | 0     | 3     | 0        | .091  | .231     | .091     | .322  |
| 1988      | 西武      | 1     | 0     | 0     | 0     | 0     | 0        | 0        | 0        | 0     | 0     | 0     | 0        | 0     | 0     | 0     | 0     | 0     | 0     | 0        | ----  | ----     | ----     | ----  |
| 通算：8年 | 通算：8年 | 493   | 776   | 669   | 95    | 149   | 20       | 9        | 10       | 217   | 80    | 28    | 23       | 38    | 3     | 61    | 1     | 5     | 87    | 1        | .223  | .291     | .324     | .616  |

### 記録
初記録
- 初出場・初先発出場：1981年4月4日、対ロッテオリオンズ前期1回戦（川崎球場）、9番・中堅手で先発出場
- 初安打：同上、7回表に村田兆治から
- 初打点：1981年4月6日、対ロッテオリオンズ前期3回戦（川崎球場）、2回表に奥江英幸から適時打
- 初本塁打：1981年9月29日、対近鉄バファローズ後期13回戦（日生球場）、4回表に谷崎浩二から3ラン
- サイクル安打：1985年5月22日、対ロッテオリオンズ8回戦（平和台球場） ※史上38人目

その他の記録
- 1イニング2本塁打:1985年10月22日、対日本ハムファイターズ25回戦（後楽園球場）、6回表先頭で河野博文からソロ、1死後田中幸雄から満塁本塁打 ※史上11人目（13度目）[4]

### 背番号
- 28 （1981年 - 1988年）
- 82 （2008年 - 2009年）
- 88 （2023年 - ）